# Биляча (община Буяновац)
Вижте пояснителната страница за други значения на Биляча.
Биляча (на сръбски: Биљача или Biljača; на албански: Bilaçi) е село в община Буяновац, Пчински окръг, Сърбия.

## История
В края на XIX век Биляча е село в Прешевска кааза на Османската империя. Според статистиката на Васил Кънчов („Македония. Етнография и статистика“) от 1900 година Билячъ е населявано от 300 жители българи християни и 350 арнаути мохамедани. Според патриаршеския митрополит Фирмилиан в 1902 година в Биляч има 84 сръбски патриаршистки къщи. По данни на секретаря на Българската екзархия Димитър Мишев („La Macédoine et sa Population Chrétienne“) в 1905 година в Билач (Bilatch) има 800 българи патриаршисти сърбомани и в селото работи сръбско училище с двама учители.
Църквата „Свети Марк“ е от 1926 година.
По време на българското управление в Поморавието в годините на Втората световна война, Атанас Цв. Атанасов от Голям Извор е български кмет на Биляча от 27 август 1941 година до 12 юни 1942 година. След това кметове са Сотир Д. Делидинков от Гевгели (22 юни 1942 - 11 август 1942), Милан Ив. Кръстев от Скопие (11 август 1942 - 22 юни 1943), Димитър Г. Горчев от Кюстендил (23 септември 1943 - 18 декември 1943), Никола Йорд. Манев от Велес (24 януари 1944 - 12 април 1944) и Никола К. Петров от Казанлък (19 май 1944 - 9 септември 1944).

## Население
- 1948- 1695
- 1953- 1773
- 1961- 1613
- 1971- 1881
- 1981- 2349
- 1991- 2534
- 2002- 2036

## Етнически състав
(2002)
- 1704 (83,69%)- албанци
- 163 (8,00%)- сърби
- 8 (0,39%)- цигани
- 2 (0,09%)- македонци
- 2 (0,09%)- унгарци
- 16 (0,78%)- други

## Личности
Починали в Биляча
- Тодор Христов (1883 – 1903), български офицер, революционер от ВМРО
- Християн Тодоровски (1921 – 1944), югославски партизанин, народен герой на Югославия